# Gare de Valmont
La gare de  Valmont est une ancienne gare ferroviaire française située sur le territoire de la commune de Valmont dans le département de la Seine-Maritime en région Normandie.

## Situation ferroviaire
La gare est située au point kilométrique 60,7 de la ligne de Dieppe à Fécamp partiellement déclassée. Son altitude est de 53 m.